# دوري كرة القدم السلوفيني الدرجة الثالثة 2006–07
دوري كرة القدم السلوفيني الدرجة الثالثة 2006–07 هو موسم من دوري كرة القدم السلوفيني الدرجة الثالثة ‏. فاز فيه NK Zavrč ‏.